# موزه و نگارخانه کلوینگروو
موزه و نگارخانه کلوینگروو (انگلیسی: Kelvingrove Art Gallery and Museum)در شهر گلاسکو اسکاتلند قرار دارد. این موزه در سال ۱۹۰۱ میلادی بنا شده‌است. در سال ۲۰۰۵ میلادی موزه و نگارخانه کلوینگروو پس از یک دوره سه ساله بازسازی، مجدداً آغاز یه کار کرد. موزه کلوینگروو یکی از جاذبه‌های گردشگری پرطرفدار در اسکاتلند است.

## قسمت‌های مختلف
موزه کلوینگروو شامل بخش‌های زیر است:
- موزه تاریخ طبیعی
- موزه تاریخ بشر
- موزه حمل و نقل و فناوری
- موزه هنر